# Luis La Fuente
Luis La Fuente   (Callao, 8 de juny de 1947) fou un futbolista peruà de la dècada de 1960.
Fou cinc cops internacional amb la selecció del Perú.
Pel que fa a clubs, defensà els colors de Universitario de Deportes, Defensor Lima i Boca Juniors.